# Пушкари (муниципальное образование город Ефремов)
Пушкари — деревня в Тульской области России.
В рамках административно-территориального устройства является центром Пушкарского сельского округа Ефремовского района, в рамках организации местного самоуправления входит в муниципальное образование город Ефремов со статусом городского округа.

## География
Расположена в 2 км к юго-востоку от города Ефремов.

## Население
| 2002 | 2004 | 2010 |
| ---- | ---- | ---- |
| 453  | ↘441 | ↗442 |